# Liste deutschsprachiger Schriftsteller/M
Hinweis: Die Umlaute ä, ö, ü werden wie die einfachen Vokale a, o, u eingeordnet, der Buchstabe ß wie ss. Dagegen werden ae, oe, ue unabhängig von der Aussprache immer als zwei Buchstaben behandelt 

## Ma – Mam
- Benjamin Maack (1978)
- Michael Maar (1960)
- Paul Maar (1937)
- Eva Maaser (1948)
- Edgar Maass (1896–1964)
- Joachim Maass (1901–1972)
- Carl Georg von Maassen (1880–1940)
- Hanns Maaßen (1908–1983)
- Dorothea Macheiner (1943)
- Matthias Mack (1973)
- John Henry Mackay (1864–1933)
- Friedrich Wilhelm Mader (1866–1945)
- Helmut Mader (1932–1977)
- Alfred Maderno (1886–1960)
- Wolfgang Madjera (1868–1926)
- Hans Roger Madol, eigentlich Gerhard Salomon (1903–1956)
- Hans Maeter (1923–2012)
- Miriam Magall (1942–2017)
- Werner Mägdefrau (1931–2021)
- Rudolf Friedrich Heinrich Magenau (1767–1846)
- Kristof Magnusson (1976)
- Albert Mähl (1893–1970)
- Renate Mahlberg (1949–2019)
- Franz Mahlke (1885–1957)
- Selma Mahlknecht (1979)
- Siegfried August Mahlmann (1771–1826)
- Josef Mahlmeister (1959)
- Christian Mähr (1952)
- C. S. Mahrendorff (1963–2004)
- Andreas Maier (1967)
- Herbert Mailänder (1924–1953)
- Peter Maiwald (1946–2008)
- Matthias Mala (1950)
- Hans Joachim Malberg (1896–1979)
- Elsemarie Maletzke (1947)
- Sepp Mall (1955)
- Lore Mallachow (1894–1973)
- Max von Mallinckrodt (1873–1944)
- Carl Malß (1792–1848)
- Gotthilf August von Maltitz (1794–1837)
- Elisabeth von Maltzahn (1868–1945)
- Heinrich von Maltzan (1826–1874)

## Man – Mar
- Andreas Mand (1959)
- Carl Mandelartz (1908–1982)
- Matthias Mander (1933)
- Wendelin Mangold (1940)
- Cornelia Manikowsky (1961)
- Erika Mann (1905–1969)
- Frido Mann (1940)
- Golo Mann (1909–1994)
- Heinrich Mann (1871–1950)
- Klaus Mann (1906–1949)
- Monika Mann (1910–1992)
- Thomas Mann (1875–1955)
- Viktor Mann (1890–1949)
- Beatrix Mannel (1961)
- Friederike Manner (1904–1956)
- Johann Christoph Männling (1658–1723)
- Else von Manteuffel (1848–1921)
- Karl von Manteuffel, Pseudonym Zoege-Katzdangen (1872–?)
- Peter Zoege von Manteuffel (1866–1914)
- Jürgen Manthey (1932–2018)
- Niklaus Manuel (um 1484–1530)
- Mattis Manzel (1960)
- Ulrike Mara (1946)
- Hans Marchwitza (1890–1965)
- Hugo Marcus (1880–1966)
- Jolanthe Marès
- Hermann Marggraff (1809–1864)
- Elisabeth Mardorf (1950)
- Peter Marginter (1934–2008)
- Alfred Margul-Sperber (1898–1967)
- Antonia Mark (1871–1938)
- Marie Antoinette von Markovics (1858–?)
- Heinz Markstein (1924–2008)
- Karl von Marinelli (1745–1803)
- Josef Marlin (1824–1849)
- E. Marlitt (1825–1887)
- Rolf Frieder Marmont (1944)
- Monika Maron (1941)
- Paul Jacob Marperger (1656–1730)
- Axel Marquardt (1943–2011)
- Alfred Marquart (1945–2012)
- Michael Marrak (1965)
- Ulrich Erich Marre (1951)
- Josef Marschall (1905–1966)
- Lu Märten, eigentlich Luise Charlotte (1879–1970)
- Kurt Martens (1870–1945)
- Harald Martenstein (1953)
- Ernst Otto Marti (1903–1979)
- Fritz Marti (1866–1914)
- Hugo Marti (1893–1937)
- Kurt Marti (1921–2017)
- Hansjörg Martin (1920–1999)
- Kurt Martin (1891–1968)
- Ralf-Peter Märtin (1951–2016)
- Karl Franz Martini (1866–1918)
- Jenö Marton (1905–1958)
- Roland Marwitz (1896–1961)
- Hilde Marx (1911–1986)
- Trude Marzik (1923–2016)

## Mas – Maz
- Joachim Masannek (1960)
- Konrad Maß (1867–1950)
- Hans Ferdinand Maßmann (1797–1874)
- Hermann Masser (1956)
- Emilie Mataja (1855–1938)
- Ludwig Mathar (1882–1958)
- Jörg Matheis (1970–2023)
- Max Matheis (1894–1984)
- Anton Matosch (1851–1918)
- Hisako Matsubara (1935)
- Frank-Wolf Matthies (1951)
- Horst Matthies (1939)
- Kurt Matthies (1901–1984)
- Carola Matthiesen (1925–2015)
- Wilhelm Matthießen (1891–1965)
- Friedrich von Matthisson (1761–1831)
- Alfred Matusche (1909–1973)
- Franz Matzak (1886–1982)
- Johann Andreas Mauersberger (1649–1693)
- Elise Maul (1844–1920)
- Christian Maurer (1939)
- Georg Maurer (1907–1971)
- German Mäurer (1811–1883)
- Herbert Maurer (1965)
- Manfred Maurer (1958–1998)
- Zenta Mauriņa (1897–1978)
- Isaak Maus (1748–1833)
- Jörg Mauthe (1924–1986)
- Fritz Mauthner (1849–1923)
- Andreas May (1817–1899)
- Ferdinand May (1896–1977)
- Karl May (1842–1912)
- Felicitas Mayall (1947–2016)
- Marius von Mayenburg (1972)
- Ruth von Mayenburg (1907–1993)
- Doris Mayer (1958–2018)
- Erich August Mayer (1894–1945)
- Hans Mayer (1907–2001)
- Karl Adolf Mayer (1889–1957)
- Theodor Heinrich Mayer (1884–1949)
- Walter Mayer (1903–1994)
- Wilhelm Mayer (Wilhelm Herbert; 1863–1925)
- Anna Mayer-Bergwald (1852–1935)
- Lene Mayer-Skumanz (1939)
- Friederike Mayröcker (1924–2021)

## Me – Mem
- Karl Benno von Mechow (1897–1960)
- Franz Mechsner (1953)
- Angelika Mechtel (1943–2000)
- Hartmut Mechtel (1949)
- Mechthild von Magdeburg (1210?–1282/94?)
- Walter Meckauer (1889–1966)
- Christoph Meckel (1935–2020)
- Eberhard Meckel (1907–1969)
- Miriam Meckel (1967)
- Joseph Medelsky
- Ida von Medem (1836–1922)
- Selma Meerbaum-Eisinger (1924–1942)
- Henriette von Meerheimb, eigentlich Margarete Gräfin von Bünau (1852–1920)
- Nikola Anne Mehlhorn (1967)
- Walter Mehring (1896–1981)
- Joachim Meichel (1590?–1637)
- Dieter Meichsner (1928–2010)
- Wilfried Meichtry (1965)
- Inge Meidinger-Geise (1923–2007)
- Ludwig Meidner (1884–1966)
- Niklaus Meienberg (1940–1993)
- Carlo Meier (1961)
- Emerenz Meier (1874–1928)
- Gerhard Meier (1917–2008)
- Heinrich Christian Meier (1905–1987)
- Helen Meier (1929–2021)
- Herbert Meier (1928–2018)
- Joachim Meier (1661–1732)
- Jörg Otto Meier (1950)
- Dieter P. Meier-Lenz (1930–2015)
- Willi Meinck (1914–1993)
- Thomas Meinecke (1955)
- Helmar Meinel (1928)
- Elsabeth Meinhard (1887–1937)
- Birk Meinhardt (1959)
- Philip Meinhold (1971)
- Wilhelm Meinhold (1797–1851)
- Grete Meisel-Heß (1879–1922)
- Samuel Meisels (1877–1942)
- Fritz Meisnitzer (1930)
- Alfred Meißner (1822–1885)
- Leopold Florian Meissner (1835–1895)
- Tobias O. Meissner (1967)
- Else Meister (1912–2005)
- Ernst Meister (1911–1979)
- Friedrich Meister (1848–1918)
- Otto Meixner (1874–1934)
- Paul Melissus, eigentlich Schede (1539–1602)
- Max Mell (1882–1971)
- Fritz Hendrick Melle (1960)
- Thomas Melle (1975)

## Men – Mez
- Eva Menasse (1970)
- Robert Menasse (1954)
- Moses Mendelssohn (1729–1786)
- Wolfgang Menge (1924–2012)
- Franz Norbert Mennemeier (1924–2021)
- Felix Mennen (1971)
- Ella Mensch (1859–1935)
- Gottlieb Mensch (1819–1889)
- Hermann Mensch (1831–1914)
- Gerhard Mensching (1932–1992)
- Steffen Mensching (1958)
- Kolja Mensing (1971)
- Elisabeth Mentzel (1847–1914)
- Maria Menz (1903–1996)
- Gerhard Menzel (1894–1966)
- Gerhard W. Menzel (1922–1980)
- Herybert Menzel (1906–1945)
- Roderich Menzel (1907–1987)
- Viktor Menzel (1865–1938)
- Wilhelm Menzel (1898–1980)
- Wolfgang Menzel (1798–1873)
- Stefanie Menzinger (1965)
- Detlef Merbd (1948–2019)
- Pascal Mercier (1944–2023)
- Johann Heinrich Merck (1741–1791)
- Sophie Mereau (1770–1806)
- Svende Merian (1955)
- Andreas Merkel (1970)
- Garlieb Helwig Merkel (1769–1850)
- Inge Merkel (1922–2006)
- Rainer Merkel (1964)
- David Merkens (1866–unbekannt)
- Emil Merker (1888–1972)
- Michael Merschmeier (* 1953)
- Fritz Mertens (1963–2008)
- Carl Merz (1906–1979)
- Klaus Merz (1945)
- Konrad Merz (1908–1999)
- Adolf Meschendörfer (1877–1963)
- Max Messer (1875–1930)
- Janko Messner (1921–2011)
- Max Meßner (1860–1906)
- Clemens Mettler (1936–2020)
- Martina Mettner (1956)
- Kai Metzger (1960)
- Katharina Mevissen (1991)
- Alfred Richard Meyer, Pseudonym Munkepunke (1882–1956)
- Clemens Meyer (1977)
- Conrad Ferdinand Meyer (1825–1898)
- Detlev Meyer (1948–1999)
- E. Y. Meyer, eigentlich Peter Meyer (1946)
- Ernst Heinrich Wilhelm Meyer (1870–1948)
- Friedrich Ludwig Wilhelm Meyer (1759–1840)
- Gustav Friedrich Meyer (1878–1945)
- Hansgeorg Meyer (1930–1991)
- Helmut Meyer (1904–1983)
- Johann Meyer (1829–1904)
- Kai Meyer (1969)
- Olga Meyer, eigentlich Olga Blumenfeld-Meyer (1889–1972)
- Theo Meyer (1932–2007)
- Curt Meyer-Clason (1910–2012)
- Inge Meyer-Dietrich (1944)
- Erich Meyer-Düwerth (1902–1986)
- Viktor Meyer-Eckhardt (1889–1952)
- Elsbeth Meyer-Förster (1868–1902)
- Wilhelm Meyer-Förster (1862–1934)
- Hans Meyer-Hörstgen (1948)
- Walter Meyerhoff (1890–1977)
- Wilhelm Meyer-Markau (1853–1910)
- Fritz Meyer-Scharffenberg, eigentlich Friedrich Meyer (1912–1975)
- Benno Meyer-Wehlack (1928–2014)
- Johann Matthäus Meyfart (1590–1642)
- Elisabeth Meylan (1937)
- Boris Meyn (1961–2022)
- Melchior Meyr (1810–1871)
- Gustav Meyrink, eigentlich Gustav Meyer (1868–1932)
- Malwida von Meysenbug (1816–1903)
- Max Mezger (1876–1940)

## Mi
- Johann Benjamin Michaelis (1746–1772)
- Horst Michalowski (1937–2005)
- Detlef Michel (1944)
- Maria Michel (1826–1915)
- Karl Markus Michel (1929–2000)
- Robert Michel (1876–1957)
- Wilhelm Michel (1877–1942)
- Josef Michels (1910–1964)
- Tilde Michels (1920–2012)
- Hans Günter Michelsen (1920–1994)
- Karl Wilhelm Michler (1863–1932)
- Francesco Micieli (1956)
- Karl Mickel (1935–2000)
- Christoph von Mickwitz (1850–1924)
- Klaus Middendorf (1944–2017)
- Nora Miedler (1977–2018)
- Agnes Miegel (1879–1964)
- Ulf Miehe (1940–1989)
- Fritz Mielert (1879–1947)
- Thomas R. P. Mielke (1940–2020)
- Fritz Mierau (1934–2018)
- Käthe Miethe (1893–1961)
- Manfred Miethe (1950)
- Helmuth Miethke (1897–nach 1973)
- Helene Migerka (1867–1928)
- Jo Mihaly (1902–1989)
- Johann Christian Mikan (1769–1844)
- Edith Mikeleitis, Pseudonym Edzard Schumann (1905–1964)
- Max von Millenkovich (1866–1945)
- Alice Miller (1923–2010)
- Arthur Maximilian Miller (1901–1992)
- Gottlob Dietrich Miller (1753–1822)
- Johann Martin Miller (1750–1814)
- Susanne Miller (1915–2008)
- Hanno Millesi (1966)
- Johannes Minckwitz (1812–1885)
- Berte Eve Minden
- Albert Minder (1879–1965)
- Rolf Minderjahn (1963–2025)
- Nils Minkmar (1966)
- Kurt Mirau (1889–?)
- Robert Misch (1860–1929)
- Lydia Mischkulnig (1963)
- Susanne Mischke (1960)
- Josef Misson (1803–1875)
- Ali Mitgutsch (1935–2022)
- Anna Mitgutsch (1948)
- Alexander Mitscherlich (1908–1982)
- Margarete Mitscherlich (1917–2012)
- Melitta Mitscherlich (1906–1992)
- Thomas Mitscherlich (1942–1998)
- Fritz Mittelmann (1886–1932)
- Erika Mitterer (1906–2001)
- Felix Mitterer (1948)
- Johann Sebastian Mitternacht (1613–1679)

## Mo – Mom
- Rudolf Moche (1873–1965)
- Wolfgang Mock (1949)
- Klaus Möckel (1934)
- Wolfgang Mocker (1954–2009)
- Else Model (1871–1953)
- Klaus Modick (1951)
- Hans-Jörg Modlmayr (* 1940)
- Jörg Modlmayr (1905–1963)
- Roland Orlando Moed (* 1961)
- Fritz Moeglich (1907–?)
- Georg Moenius (1890–1953)
- Hermann Moers (1930)
- Walter Moers (1957)
- Felix Moeschlin (1882–1969)
- Sudabeh Mohafez (1963)
- Eduard Mohr (1802–1892)
- Franz Karl Mohr (1887–1965)
- Georg Mohr (1870–1928)
- Marie Mohr (1850–)
- Max Mohr (1891–1937)
- Peter Mohr (1777–1822)
- Steffen Mohr (1942–2018)
- Paul Möhring (1890–1976)
- Bijan Moini (1984)
- Irene Mokka (1915–1973)
- Ernst Molden (1967)
- Wilhelm Molitor (1819–1880)
- Eberhard Wolfgang Möller (1906–1972)
- Karl von Möller (1886–1943)
- Klaus Möller (1952–2013)
- Marx Möller (1868–1921)
- Werner Möller (1888–1919)
- Balduin Möllhausen (1825–1905)
- Johann Moller (1661–1725)
- Erika Molny (1932–1990)
- Walter von Molo (1880–1958)
- Alfred Mombert (1872–1942)
- Wilhelm Momma (1880–1930)
- Paul Mommertz (1930–2024)

## Mon – Mr
- Franz Mon (1926–2022)
- Maria Mönch-Tegeder (1903–1980)
- Libuše Moníková (1945–1998)
- Regine Mönkemeier (1938)
- Roger Monnerat (1949)
- Horst Mönnich (1918–2014)
- Andreas Montag (1956)
- Martin Montanus (nach 1530–nach 1566)
- Petra Mönter (1962)
- Christa Moog (1952)
- Paul Moor (1924–2010)
- Hildegard Moos-Heindrichs (1935–2017)
- Josefine Moos (1869–1967)
- Johanna Moosdorf (1911–2000)
- Terézia Mora (1971)
- Beate Morgenstern (1946)
- Christian Morgenstern (1871–1914)
- Marie Morgenstern (1827–1908)
- Irmtraud Morgner (1933–1990)
- Daniel Georg Morhof (1639–1691)
- Eduard Mörike (1804–1875)
- Richard Möring (1894–1974)
- Karl Philipp Moritz (1756–1793)
- Petra Morsbach (1956)
- Bodo Morshäuser (1953)
- Else Morstatt (1880–?)
- Wolfgang Mörth (1958)
- Fanny Morweiser (1940–2014)
- Ernst Morwitz (1887–1971)
- Johann Michael Moscherosch (1601–1669)
- Martin Mosebach (1951)
- Julius Mosen, eigentlich Julius Moses (1803–1867)
- Salomon Hermann Mosenthal (1821–1877)
- Albert Möser (1835–1900)
- Annemarie E. Moser (1941)
- Emil Moser (1901–1983)
- Gustav von Moser (1825–1903)
- Ines Angelika Mosig (1910–1945)
- Erich Mosse (1891–1963), Pseudonym Paul Flamm
- Johann Joseph Most (1846–1906)
- Gerhart Herrmann Mostar, eigentlich Gerhart Herrmann (1901–1973)
- Mahesh Motiramani (1954–2008)
- Hussain al-Mozany (1954–2016)
- Karl Norbert Mrasek (1892–1985)
- Siegfried Mrotzek (1930–2000)

## Mu – Mum
- Hans Much (1880–1932)
- Dieter Mucke (1936–2016)
- Ernst Muellenbach (1862–1901)
- Harald Mueller (1934–2021)
- Theodor Mügge (1802–1861)
- Karl Otto Mühl (1923–2020)
- Helene von Mühlau, eigentlich Hedwig von Mühlenfels, geb. Rathgeber (1874–1923)
- Luise Mühlbach (geb. Clara Müller; 1814–1873)
- Josef Mühlberger (1903–1985)
- Fritz Mühlenweg (1898–1961)
- Hans Mühlestein (1887–1969)
- Adalbert Muhr (1896–1977)
- Caroline Muhr (1925–1978)
- Doris Mühringer (1920–2009)
- Erich Mühsam (1878–1934)
- Emma Müllenhoff (1871–1944)
- Adam Heinrich Müller (1779–1829)
- Alexander von Müller (1882–1964)
- Amei-Angelika Müller (1930–2007)
- André Müller sen. (1925–2021)
- Anton Müller, Pseudonym Bruder Willram (1870–1939)
- Armin Müller (1928–2005)
- Arthur Müller (1826–1873)
- Artur Müller (1909–1987)
- Baal Müller (1969)
- Bastian Müller (1912–1988)
- Christiane Müller (1963)
- Clara Müller-Jahnke (1860–1905)
- Corinna Müller (1966)
- Fanny Müller (1941–2016)
- Friedrich Müller, genannt Maler Müller (1749–1825)
- Hans Müller (1882–1950)
- Heiner Müller (1929–1995)
- Helene Müller (1900–?)
- Hermann Josef Müller (1901–1955)
- Herta Müller (1953)
- Horst Müller (1923–2005)
- Hugo Müller (1831–1882)
- Inge Müller (1925–1966)
- Johann Gottwerth Müller (genannt Müller von Itzehoe) (1742–1828)
- Johann Heinrich Friedrich Müller (1738–1815)
- Karl Christian Müller (1900–1975)
- Mathilde Müller (1837– ?)
- Olaf Müller (1962)
- Otto Müller (1816–1894)
- Paul Alfred Müller, Pseudonym Lok Myler, Freder van Holk (1901–1970)
- Raimund Müller (1873–1916)
- Raphael Müller (1999)
- Richard Müller, Dichter (1861–1924)
- Robert Müller (1887–1924)
- Wenzel Müller (1759–1835)
- Wilhelm Müller (genannt Griechen-Müller) (1794–1827)
- Wolfgang Müller von Königswinter (1816–1873)
- Hans Müller-Einigen, eigentlich Hans Müller (1882–1950)
- Alfred Müller-Felsenburg (1926–2007)
- Franz Müller-Frerich (1890–1962)
- Maria Müller-Gögler (1900–1987)
- Martha Müller-Grählert (1876–1939)
- Adam Müller-Guttenbrunn (1852–1923)
- Herbert Müller-Guttenbrunn (1887–1945)
- Erika Müller-Hennig (1908–1985)
- Maria Müller-Indra (1899–1992)
- Fritz Müller-Partenkirchen (1875–1942)
- Wilhelm Müller-Rüdersdorf (1889–1945)
- Hans Müller-Schlösser (1884–1956)
- Robert Müller-Sternberg (1916–1994)
- Birgit Müller-Wieland (1962)
- Adolf Müllner (1774–1829)
- Sibylle Mulot (1950–2022)
- Hermann Multhaupt (1937)
- Hubert Mumelter (1896–1981)
- Gerhard Mumelter (1947)

## Mun – My
- Jutta Mülich (1953)
- Ernst Münch (1798–1841)
- Paul Münch (1879–1951)
- Wilhelm Karl Georg Münch (1843–1912)
- Vera Münchow (1943)
- Börries Freiherr von Münchhausen (1874–1945)
- Hieronymus Carl Friedrich von Münchhausen (1720–1797)
- Theodor Mundt (1808–1861)
- Karl Mundstock (1915–2008)
- Ernst Moritz Mungenast (1898–1964)
- Mia Munier-Wroblewska, eigentlich Mia Munier (1882–1965)
- Philipp Munk (1892–1981)
- Kurt Müno (1902–1941)
- Sigrid Munro (1926)
- Bettina Münster (1980)
- Hanns Otto Münsterer (1900–1974)
- Mirjam Müntefering (* 1969)
- Hanni Münzer (1965)
- Kurt Münzer (1879–1944)
- Andreas Münzner (1967)
- Thomas Murner (1475–1536)
- Johannes Muron, eigentlich Gustav Keckeis (1884–1967)
- Johann Karl August Musäus (1735–1787)
- Adolf Muschg (1934)
- Elsa Muschg (1899–1976)
- Reinhold Conrad Muschler (1882–1957)
- Martin Muser (1965)
- Robert Musil (1880–1942)
- Wilhelm Muster (1916–1994)
- Marie Muthreich (1884–1961)
- Christlob Mylius (1722–1754)
- Otfried Mylius, eigentlich Karl Müller (1819–1889)